# Pete Lovely
Gerard Carlton "Pete" Lovely, född 11 april 1926 i Livingston, Montana, död 15 maj 2011 i Tacoma, Washington, var en amerikansk racerförare.

## Racingkarriär
Lovely deltog i några grand prix-lopp under slutet av 1950-talet, slutet av 1960-talet och början av 1970-talet. Han debuterade i formel 1 för Lotus men tävlade senare huvudsakligen för sitt privata stall Pete Lovely Volkswagen i en  Lotus-Ford. Lovelys bästa resultat var en sjundeplats i Kanada 1969 så någon poäng fick han aldrig.

## F1-karriär
| Säsong | Stall/Tillverkare                   | Poäng | Placering |
| ------ | ----------------------------------- | ----- | --------- |
|        |                                     |       |           |
| 1959   | Lotus-Climax                        | 0     | –         |
| 1960   | Fred Armbruster (Cooper-Ferrari)    | 0     | –         |
| 1969   | Pete Lovely Volkswagen (Lotus-Ford) | 0     | –         |
| 1970   | Pete Lovely Volkswagen (Lotus-Ford) | 0     | –         |
| 1971   | Pete Lovely Volkswagen (Lotus-Ford) | 0     | –         |